# مرزا آباد
ميرزا أباد ( باللغة الأردية : مِرّزَاآبَّاد) هي قرية في مجلس النقابة دولت پور (بالقرب من پندی سید پور ) في پند دادن خان، مقاطعة جہلم، باكستان.

## وصلات خارجية
- ميرزا أباد على خرائط جوجل